# Paper Lace... and Other Bits of Material
Paper Lace... and Other Bits of Material es el segundo álbum de estudio de la banda de pop británica Paper Lace. Fue publicado en junio de 1974 a través de Bus Stop Records.

## Antecedentes

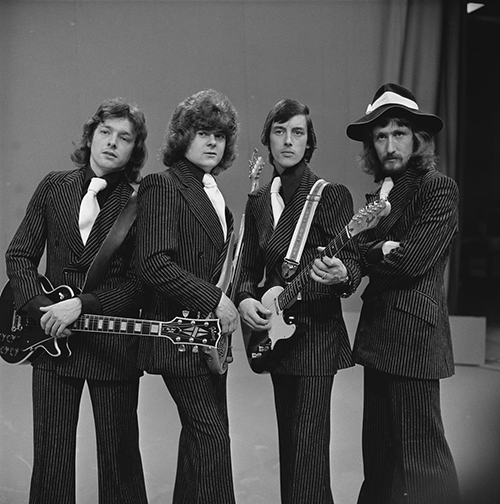
Paper Lace en TopPop, 1974.

En 1972, Paper Lace lanzó First Edition, el primero de dos álbumes de estudio, pero a pesar de algunas apariciones en televisión, la banda no logró un éxito general hasta las victorias de 1973 en Opportunity Knocks, una serie de concursos de talentos, transmitida en ese momento por ITV. La banda había hecho una audición para el programa en 1970, pero no los llamaron hasta 1973. De acuerdo al vocalista principal Phil Wright, la banda inicialmente se preguntó si debían participar en el programa. Sin embargo, con las cifras de audiencia semanal de Opportunity Knocks de 7 millones, concluyeron que participar en el programa era una “obviedad”. Paper Lace ganó durante cinco semanas consecutivas. 
Basándose en las actuaciones de Opportunity Knocks, los compositores Mitch Murray y Peter Callander ofrecieron a la banda «Billy Don't Be a Hero», con la posibilidad de más canciones si despegaba. La canción pasó 14 semanas en la lista de sencillos del Reino Unido, tres semanas de ellas en el número uno. Fue seguida por otra composición de Murray–Callander, la canción «The Night Chicago Died», que alcanzó el número 3 en el Reino Unido en sus 11 semanas en la lista. Para el lanzamiento estadounidense y canadiense en Mercury/Polydor Records, con el título Paper Lace, una canción fue remplazada; «The Black-Eyed Boys», otra composición de Murray–Callander, llevó a Paper Lace al número 11 durante sus 10 semanas en la lista.

## Recepción de la crítica
Un escritor no especificado de Record World calificó Paper Lace como “un álbum debut deslumbrante”. Un escritor no especificado de la revista Cash Box describió Paper Lace como “una obra bastante interesante, destinada a capturar una gran porción de Chicago, pero también el aprecio del resto del país”.

## Lista de canciones
Todas las canciones escritas y compuestas por Mitch Murray y Peter Callander, excepto donde esta anotado. 
| Lado uno |                              |                                                 |          |  |
| N.º      | Título                       | Escritor(es)                                    | Duración |  |
| 1.       | «Billy – Don't Be a Hero»    |                                                 | 4:02     |  |
| 2.       | «Hitchin' a Ride '74»        |                                                 | 2:46     |  |
| 3.       | «I Did What I Did for Maria» |                                                 | 3:49     |  |
| 4.       | «Mary in the Morning»        | Guy Fletcher Doug Flett                         | 2:56     |  |
| 5.       | «Sealed with a Kiss»         | Peter Udell Gary Geld                           | 3:01     |  |
| 6.       | «Bye Bye Blues»              | Fred Hamm David Bennett Chauncey Gray Bert Lown | 2:41     |  |

| Lado dos |                                    |                                 |          |  |
| N.º      | Título                             | Escritor(es)                    | Duración |  |
| 1.       | «Happy Birthday Sweet Sixteen»     | Neil Sedaka Howard Greenfield   | 3:00     |  |
| 2.       | «The Night Chicago Died»           |                                 | 3:30     |  |
| 3.       | «Love Song»                        | John David Gladwyn              | 4:15     |  |
| 4.       | «Dreams Are Ten a Penny»           | John Carter Gillian Shakespeare | 2:29     |  |
| 5.       | «Love – You're a Long Time Coming» |                                 | 2:48     |  |
| 6.       | «Cheek to Cheek»                   | Irving Berlin                   | 3:22     |  |

## Créditos y personal
Créditos adaptados desde las notas de álbum de Paper Lace... and Other Bits of Material.
Personal técnico
- Mitch Murray – productor
- Peter Callander – productor
- Derek Chandler – ingeniero de audio
- Richard Austen – operador de cinta
- David Hamilton – notas de álbum

## Posicionamiento
| Gráfica (1974)                            | Pico de posición |
| ----------------------------------------- | ---------------- |
| Australia (Kent Music Report)             | 32               |
| Canadá (RPM Top Albums)                   | 74               |
| Estados Unidos (Billboard Top LPs & Tape) | 124              |